# Hogna crispipes
Hogna crispipes là một loài nhện trong họ Lycosidae.
Loài này thuộc chi Hogna. Hogna crispipes được Ludwig Carl Christian Koch miêu tả năm 1877.